# Großsteingrab Passow (Schwedt/Oder)
Das Großsteingrab Passow war eine vermutlich von der jungsteinzeitlichen Trichterbecherkultur errichtete megalithische Grabanlage bei Passow, einem Ortsteil von Schwedt/Oder im Landkreis Uckermark (Brandenburg), die in der ersten Hälfte des 20. Jahrhunderts weitgehend zerstört wurde.

## Lage
Das Grab befand sich etwa 700 m südlich von Passow am sogenannten Schindertanger. In unmittelbarer Nähe befanden sich zwei bronzezeitliche Grabhügel.

## Beschreibung
Die Anlage besaß eine Hügelschüttung von 10 m Länge und 7 m Breite. Die Steine waren bei der Dokumentation in den 1950er Jahren bereits alle gesprengt und abtransportiert. Der Grabtyp, die genauen Maße und die Orientierung der Anlage konnten nicht mehr ermittelt werden.
Aus dem Grab selbst wurden keine Funde geborgen, in seiner Nähe wurde allerdings ein Bruchstück einer Amazonenaxt gefunden, die vermutlich der Havelländischen Kultur zuzuordnen ist.